# El castillo (película de 1997)
El castillo es una película austriaca para televisión de 1997 de Michael Haneke. Está basada en la novela homónima de Franz Kafka. Ulrich Mühe es el agrimensor K., Susanne Lothar su amante temporal Frieda. Los papeles principales los desempeñan Frank Giering y Felix Eitner como los asistentes de K, Artur y Jeremias. Nikolaus Paryla interpreta al oscuro jefe y André Eisermann al mensajero Barnabas.
Después de las adaptaciones cinematográficas de 1962,  1968  y 1994,  esta fue la cuarta versión de la obra de Kafka.

## Trama
A última hora de una fría noche de invierno, el agrimensor K. pide una habitación en la posada del pueblo Brückenhof. El posadero se niega, pero, para gran sorpresa suya, quiere dejar a K. dormir en el banco de la estufa de la posada, lo que K. acepta. Al cabo de un rato lo despierta el hijo del propietario y le dice que nadie puede pasar la noche en el hospedaje ni permanecer en la zona del castillo sin el permiso del castellano. No tiene ese permiso, al menos no lo ha mostrado. K. quiere saber en qué pueblo se perdió. Cuando el hombre, que se llama Schwarzer, sigue insistiendo en que K. tiene que irse, él le comunica que es el agrimensor que el castillo había llamado. Sus asistentes con sus dispositivos lo seguirán mañana en el coche. Luego se vuelve a tumbar. Schwarzer hace una llamada telefónica. De mala gana tiene que reconocer que el castillo había designado a K. como agrimensor.
A la mañana siguiente, K. se encuentra con el maestro del pueblo, quien le hace saber que a nadie le gusta el castillo y que nadie conoce al conde, sin darle más explicaciones. K. está desanimado y un poco molesto. Camina penosamente a través de la nieve profunda hacia el castillo, pero no puede acercarse más. De vuelta en la posada, dos jóvenes, Artur y Jeremias, se presentan como sus antiguos ayudantes, sin que K. los reconozca. Se parecen mucho, pero reaccionan de forma planificada y sin sentido y para K. son más una molestia que una ayuda. Cuando K. quiere pedir permiso para entrar al castillo con sus ayudantes y pregunta cuándo podrá ir, recibe la respuesta: “Nunca”. Sin embargo, un joven llamado Bernabé le trae un mensaje de que ha sido elegido para recibir los deseos del topógrafo. Debido a un malentendido, K. termina con la familia de Barnabas, que está condenada al ostracismo en el pueblo debido a un incidente anterior. Su hermana Amalia resistió las inmorales peticiones de un funcionario del castillo. 
Un poco más tarde, en el Herrenhof, una posada frecuentada por funcionarios de la administración del castillo, K. conoce a Frieda, que trabaja allí en el bar, y le cuenta que ella es la amante del residente del castillo, Klamm. Cuando buscan a K. allí porque no quieren permitirle quedarse aquí sin permiso, Frieda lo protege, y un poco más tarde lo abraza, lo besa y se entrega a él. Por eso se espera que se case con Frieda, que es lo que K. quiere hacer. También influye el hecho de que K. cree que esto le permitirá tener más acceso al desfiladero y al castillo. Pero primero quiere hablar con el director, lo que consigue tras algunos intentos fallidos. Sin embargo, este le dice sin rodeos que no se necesita ningún agrimensor, ni hoy ni en el futuro. La conversación sobre el pedido de K. da vueltas y termina tan insatisfactoriamente para K. como empezó. Al menos ahora K. tiene una idea de cómo la burocracia se hunde en el caos y tiene un control estricto sobre la ciudad y sus habitantes, es dolorosamente lenta, engorrosa y el resultado es bastante aleatorio. El miedo, la sumisión hacia el castillo y la desconfianza mutua caracterizan la vida en el pueblo.
Poco después, a K. le ofrecen un trabajo como empleado de escuela, aunque no lo necesitan tanto como a un agrimensor. K. se niega. Sin embargo, Frieda le ruega que acepte la oferta. Él siente el miedo que la domina, sin saber el motivo exacto. Así que inicialmente acepta el puesto que le ofrecen. Sus intentos de finalmente poder hablar con Klamm en persona siguen fracasando. Entre K. y Frieda existen diferencias fundamentales de opinión y malentendidos; lo que culmina con la decisión de Frieda de regresar en breve a su antiguo lugar, el bar.
Todo el esfuerzo de K ahora tiene como objetivo lograr finalmente el acceso a Klamm y al castillo. Las promesas que le hizo el oficial Bürgel, en cuya habitación se encuentra K. accidentalmente, también resultan vacías porque, como se verá más tarde, no tiene ninguna influencia. Erlanger, otro funcionario, exige a K. que se asegure de que Frieda vuelva al colegio de abogados, ya que un cambio podría tener un impacto negativo en el bienestar de Klamm. No tiene idea de que hace tiempo que Frieda decidió volver a su antiguo puesto.
El aldeano Gerstäcker se dirige a K. y le dice que puede dejar su trabajo como empleado de escuela porque tiene un puesto mejor pagado para él. Mientras caminan a través una tormenta de nieve, K. le dice que sabe por qué Gerstäcker quiere que lo acompañe para hacer algo con Erlanger. Gerstäcker también lo reconoce. “La habitación de la cabaña de Gerstäcker estaba débilmente iluminada sólo por el fuego de la chimenea y por una columna de velas, a cuya luz alguien estaba leyendo un libro. Era la madre de Gerstäcker. Le dio a K. su mano temblorosa y le dejó sentarse a su lado. Hablaba laboriosamente y era difícil entenderla. Pero lo que ella dijo…” La novela fragmentaria de Franz Kafka termina en este punto, y la película también.

## Producción
La película fue producida por Wega Filmproduktionsgesellschaft mbH, Viena, en colaboración con la ORF de Viena,  la Bayerischer Rundfunk (BR), Múnich, y Arte GEIE, Estrasburgo. La dirección de producción estuvo a cargo de Michael Katz, la dirección de grabación de Thomas Pascher y la dirección de grabación en el set de Hannes Hämmerle. La película contó con el apoyo del Instituto Austriaco de Cine (ÖFI) de Viena, el Fondo de Financiación del Cine de Viena (WFF) de Viena y el Plan de Acción de la UE 16:9. Se rodó en Estiria en 1997. 

### Estreno
La película se estrenó en febrero de 1997 en el Festival Internacional de Cine de Berlín. Fue transmitida por ORF 2 el 13 de diciembre de 1997.
Fue presentada el 6 de septiembre de 1997 en el Festival Internacional de Cine de Toronto en Canadá y el 19 de noviembre de 1997 en el Festival Internacional de Cine de Mar del Plata en Argentina. Fue lanzada en los Estados Unidos en octubre de 1998. En Japón se estrenó el 24 de junio de 2001 en el Festival de Cine PIA, en la República Checa el 14 de marzo de 2004 en el Festival de Cine de la Unión Europea, en Polonia el 1 de agosto de 2017 en el Festival de Cine y Arte Two Riversides y en Vietnam. el 8 de abril de 2018 en el Festival Kafka. La película también se estrenó en Brasil, Francia, Grecia, Hungría, Portugal, Rusia, Eslovenia, Turquía y Ucrania. El título en inglés es The Castle.
El 19 de noviembre de 2005, Alive lanzó la película en DVD. 

## Reflexiones sobre la novela de Kafka
Al igual que el personaje de ficción K., los investigadores también intentaron descubrir de qué se trataba El castillo. Inicialmente dominó la “interpretación teológica”, que se debió principalmente a Max Brod. El castillo es una “parábola de la gracia divina”. El "experimento de la negación total" de Kafka, análogo a la lucha del héroe K., es sólo un signo de que hoy en día sólo se puede entender a Dios como una persona ausente, "a quien ve en su angustia y en su convicción de que todo es absurdo". Albert Camus vio plasmada en El castillo “la crisis del hombre contemporáneo”, “del hombre aislado que ve el mundo sólo como una proyección de sus propias tendencias e impulsos” y nunca percibe el mundo mismo, por lo que sólo alguna vez se encuentra a sí mismo. “La poesía épica de Kafka, sus cartas y su diario” sugerirían imaginar la “autoridad divina vaciada como secular”: “como autoridad paterna y política”. Walter Benjamin veía “la antigua relación padre-hijo como una constante” en la obra de Kafka. Mucho “sugiere” que “el mundo de los funcionarios y el mundo de los padres son el mismo para Kafka”. 
Dieter Wunderlich escribió que Franz Kafka fue en 1922 a Špindlerův Mlýn, en las Montañas de los Gigantes, para relajarse y se alojó allí en el hotel Krone, en el distrito de Friedrichsthal. Allí escribió la escena en la que K. llega al pueblo nevado, que se convirtió en el comienzo de la historia El castillo. El pueblo "en el que mujeres enérgicas marcan la pauta" estaba "en la esfera de influencia de un castillo cuyo perfeccionado aparato administrativo y de vigilancia, dirigido exclusivamente por hombres, parecía estar en peligro de caer en un caos de papel", continuó Wunderlich.. Para K., “los detalles son claramente tangibles, pero el panorama general sigue siendo incomprensible para él (y absurdo para los lectores)”. No sabemos "de qué medios de poder" dispone El castillo, cuyos funcionarios aparentemente reclaman "derechos feudales", "especialmente hacia las mujeres". En una entrevista con Stefan Grissemann y Michael Omasta, Michael Haneke dijo: “El frío es cada vez más un problema para mí, el silencio de la gente, la incapacidad de comunicarme, algo que en realidad fue un problema para mí desde el principio. se está convirtiendo en una experiencia cada vez más fuerte." 

## Recepción

### Crítica
Prisma sólo le dio a la película un reconocimiento limitado y afirmó: Basándose en una historia de Franz Kafka, el director de Funny Games, Michael Haneke, hizo una película que parece demasiado deliberadamente kafkiana y que sólo ocasionalmente reflejaba el insoportable estado de ánimo y la terrible situación en la que se encontraba el personaje principal. 
Marcus Stiglegger de la revista Icon escribió: “Con El castillo, Michael Haneke también busca imágenes que coincidan con las visiones pesimistas de Kafka y, con la ayuda de su conjunto habitual, despliega una danza agotadora y devastadora que transforma muchos aspectos del original. en una variante orientada al presente”. Stiglegger consideró además que “lo que podría haber sido un thriller psicológico” se convierte con Haneke en “un grotesco monocromático que se desarrolla lentamente, a menudo radicalmente reducido y opresivamente lento; no es un trabajo agradable, pero vale la pena tener la versión de Haneke". Su conclusión fue: "Recaptura la fábula para sí mismo y presenta una obra de arte cinematográfica independiente que demuestra  el genuino talento cinematográfico de Haneke".
Frank van den Ven revisó la película para Cinemagazine. En el castillo, la burocracia toca el sinsentido de la existencia. Si algo carece de sentido en esta vida es el esfuerzo innecesario que suponen las normas desarrolladas por los humanos. Haneke llevó a la pantalla una fiel adaptación del libro y contó la famosa historia con claridad. Desafortunadamente, la película dura demasiado y no mantiene el suspenso. Es una pena, porque Haneke es una garantía de calidad. Aunque las características típicas de Haneke son visibles, basta pensar en la atmósfera fría y las imágenes sobrias, esta película no parece una obra completa del maestro. Los personajes permanecen planos y no hay una conclusión final impactante. El castillo es probablemente la peor película del austriaco hasta la fecha. Sería mejor para el cineasta contar sus propias historias. Sin embargo, este es un intento valiente. Haneke intenta algo nuevo, pero no consigue producir una película fascinante. 
Ezequiel Iván Duarte, de El Zapato De Herzog, explicó que el predominio de los colores terrosos es un signo de la sencillez rural y la hostilidad de la gente y sus habitantes, así como un estado de ánimo crepuscular que sugiere fatiga y parálisis temporal provocada por la constante repetición de similares situaciones sin progreso ni cambio. La narración extradiegética sin música de apoyo se siente como una especie de hielo seco. En cuanto a su fidelidad, la película carece de avances dramáticos reales. Incluso se incluye la voz de un narrador igualitario que explica los sentimientos y sustituye al diálogo. La ambigüedad es una de las características más poderosas del humor kafkiano. Las situaciones burocráticas absurdas y el comportamiento ridículo de muchos personajes crearon simultáneamente una gracia que, especialmente con los acontecimientos en curso y su constante repetición, provocan un desgaste en el protagonista, que a menudo se manifiesta en la imposibilidad. Combinar humor y desesperación es un arte difícil. 
Gürkan Kilicaslan escribió sobre la actuación de los actores afirmando que Haneke logró crear muchos personajes y momentos sorprendentes. Los jóvenes que fueron asignados a K. como ayudantes e interpretados con gran habilidad por Frank Giering (un talentoso actor fallecido a los 38 años) y Felix Eitner, aportaron una brisa directa de la novela de Kafka al lienzo de Carrying. Ulrich Bother, fallecido en 2007, ofrece un retrato magistral de la frialdad que encaja con Haneke, así como de la pérdida y el misterio. Este personaje es el elemento más poderoso de la película y Haneke lo ha capturado magistralmente en la pantalla. Un reconocimiento también va para Susanne Lothar como Frieda y André Eisermann como Barnabas. 
Ed Howard, de Only the Cinema, escribió al final de su reseña que uno de los puntos cruciales tanto de la película como de la novela es la forma en que una burocracia inhumana reduce a las personas a un estrecho interés propio, dejándolas incapaces de desarrollar con sentido conexiones que no se basen en lo que quieren para sí mismos. Por supuesto, este es un tema muy cercano a Haneke, y la película encaja bien en el trabajo personal del director y subraya sus temas típicos de alienación y las crueldades causadas por el gobierno y los sistemas sociales. Es una película fascinante, sobre todo porque está basada en un libro realmente complejo y poderoso, pero también porque refleja a Haneke. 
El sitio Last Exit señaló que la cuidadosa y fiel adaptación cinematográfica que hace Haneke del libro de Kafka logra capturar la atmósfera surrealista, paranoica, misteriosa, existencial y asfixiante. Los lugareños luchan contra un hombre sin amigos, que atraviesa reglas y jerarquías absurdas, encuentra obstáculos e ineficiencias sociales y descubre que nunca se acerca a su objetivo. La película salta entre escenas y termina inacabada como el libro. 
Christian Schön de Filmstarts escribió: “Si el cine se dividiera en películas underground y películas electrónicas, análogas a la música, es decir, entretenidas y serias, las obras de Michael Haneke entrarían casi exclusivamente en la categoría de películas electrónicas. Esto también se aplica a la adaptación cinematográfica literaria El castillo, basada en el fragmento de la novela homónima de Franz Kafka”. Con su adaptación, Haneke "llega mucho más de cerca al núcleo de las situaciones kafkianas, que son igualmente claras y misteriosas al mismo tiempo". Sin embargo, “la película en su conjunto carece de independencia respecto del libro”. La película "encaja casi perfectamente con la estética de sus películas anteriores", continúa diciendo, y un "estilo bastante genial" se refleja "en varios niveles del diseño de la película". Debido a que hay una completa falta de “acompañamiento musical de las escenas”, “a menos que la música esté anclada en las escenas mismas”, la película adquiere “un toque frío, auténtico y realista y una rigidez claustrofóbica”. En general, los actores, "especialmente Ulrich Bürger y Susanne Lothar, contribuyen al efecto específico con su forma de interpretar discretamente apática". Schön consideró que la “introducción de una voz narrativa en off” era un “grave defecto”. 
Sin embargo, el crítico de  Filmdienst consideró la voz del narrador desde otra perspectiva y afirmó: “Intensa adaptación cinematográfica de la novela de Franz Kafka, que se centra en la creciente resignación y aislamiento del personaje principal, interpretado con fuerza por Ulrich. La deseada fidelidad a la obra está respaldada por la voz de un narrador que lee pasajes del texto de Kafka y crea una tensión entre ellos y los acontecimientos de la película." 
Según Kino.de, era sólo “cuestión de tiempo” que Michael Haneke se encontrara con Franz Kafka, “el cineasta oscuro se encuentra con el artista del lenguaje aún más oscuro”. El “desesperado destino del agrimensor K., que intentó sin éxito ser admitido en el castillo”, revela la agradable relación entre ambos. Con imágenes heladas y cargadas de noche, Haneke transforma la última novela de Kafka en una fría utopía de inutilidad, cuya mecánica implacable sólo se ve suavizada por la sonora voz narrativa de Udo Samel. "Además de la sorprendente fidelidad a la obra original", sobre todo "la exquisita selección de actores (entre ellos André Eisermann, Otto Grünmandl, Nikolaus Paryla) contribuye a la brillante unidad de esta adaptación, en la que un extraordinario Ulrich aporta un sorprendente número de aristas al carácter de K.” 

### Premios
Festival de cine televisivo de Baden-Baden 1998
- Premio para Michael Haneke con el Premio Especial de Dirección [15]

Premio Austriaco de Televisión sobre Educación de Adultos 1998
- Premio para Michael Haneke en la categoría “Mejor película para televisión” [16]

Premio Adolf Grimme 1999
- Nominación al Premio Adolf Grimme en la categoría Ficción y Entretenimiento [17]